# Antonio Puccinelli
Pour les articles homonymes, voir Puccinelli.
Antonio Puccinelli  (Castelfranco di Sotto, 19 mars 1822 - Florence, 22 juillet 1897) est un peintre italien considéré comme précurseur du mouvement des Macchiaioli au XIXe siècle.

## Biographie
Après avoir fréquenté les cours de l'Académie des beaux-arts de Florence auprès du professeur Giuseppe Bezzuoli, Antonio Puccinelli séjourne en 1849-1850 à Rome où il fréquente l'atelier de Tommaso Minardi, principal représentant en peinture du purisme italien (mouvement romantique inspiré par le Trecento et le Quattrocento, né dans le sillage du mouvement nazaréen allemand).
À la fin de l'année 1852, Puccinelli peint des scènes de la vie quotidienne avec un tel réalisme qu'elles peuvent être considérées comme annonciatrices du mouvement des Macchiaioli, comme La Passeggiata del Muro Torto peinte à Rome en 1852 et qui annonce la poésie macchiaiola.
Il participe aux réunions des Macchiaioli au Caffè Michelangiolo mais, resté fidèle à l'idéal du purisme, il ne révèlera l'influence des Macchiaioli que dans certains paysages antérieurs à 1861.

## Œuvres

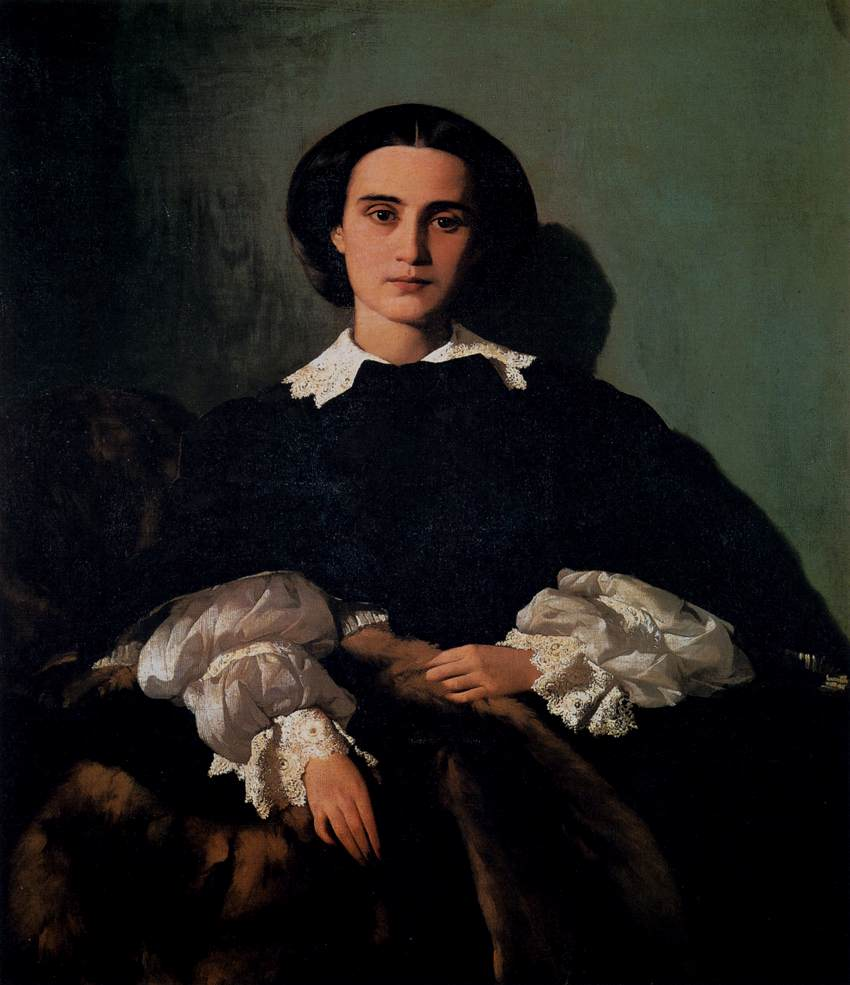
Portrait de Madame Marrocchi, par Puccinelli.

- La Passeggiata del Muro Torto, 1852[2]
- Portrait de Mme Marrocchi (1855-1860), huile sur toile, 104 × 86 cm, Palais Pitti, Galerie d'Art moderne (Florence)[3]
- Autoportrait, 1861, Académie des beaux-arts de Bologne
- Portrait de Nerina Badioli, 1866[4].